# Batherm
La Batherm est une rivière d'Angleterre qui traverse le Somerset et le Devon.